# Mella Waldstein
Mella Waldstein (* 1964 in Paris) ist eine österreichische Journalistin und Publizistin.

## Biografie
Die in Paris geborene Mella Waldstein verbrachte ihre ersten fünf Lebensjahre in Frankreich und kam dann in das dem Geschlecht Waldstein gehörenden Schloss Karlslust im Waldviertel. Nach ihrer Ausbildung zur Landwirtin arbeitete sie als Journalistin unter anderem für den Kurier, Die Presse, die Zeitschrift Universum und „morgen“.
Darüber hinaus gab sie gemeinsam mit Wilhelm Christian Erasmus vom Grenzüberschreitenden Impulszentrum (GIZ) Thayatal die zweisprachige Zeitschrift „Fenster/Okno“ heraus. Diese Zeitschrift erschien in den Jahren 2002 und 2003, wurde dann allerdings eingestellt. Weiters ist Mella Waldstein Redakteurin der Museumszeitschrift „Forum Museum – NÖ Museumsjournal“ und ist im Filmclub Drosendorf aktiv.
Da sie gerne kocht, pachtete sie das Restaurant im Bad von Drosendorf und ist in Drosendorf auch als Stadtführerin tätig.
Mit ihren beiden Kindern lebt sie entweder in Geras oder in Drosendorf.

## Werke
- Ausflugsziel Natur – Highlights zwischen Semmering und Waldviertel, Ed. Pichler, 1999, ISBN 3-85431-180-X.
- Die Donau – Stationen am Strom, Bibliothek der Provinz, 1998, ISBN 3-85252-049-5.
- gemeinsam mit Willi Erasmus: Drosendorf – großer Sommer an der Thaya: Erinnerungen an die Sommerfrische, Bibliothek der Provinz, 1998, ISBN 3-85252-182-3.
- Die Farben Istriens, Verlag Brandstätter, 2006, ISBN 978-3-902510-56-3.
- gemeinsam mit Willi Erasmus: Kino Drosendorf – Geschichten eines Landkinos 1920–2002, Bibliothek der Provinz, 2002, ISBN 3-85252-511-X.
- Mostviertel – Aus der Mitte heraus, Verlag Volkskultur Niederösterreich, 2007, ISBN 978-3-901820-41-0.
- Oberes Thayatal, Verlag Niederösterreichisches Landesarchiv, 2008, ISBN 978-3-901635-21-2.
- Stein auf Stein – Die Wachauer Weinlandschaft, Bibliothek der Provinz, 2003, ISBN 3-85252-524-1.
- Das Waldviertel – Auf festem Grund, Bibliothek der Provinz, 2009, ISBN 978-3-900000-08-0.
- Zwischen Horn und Hardegg, Verlag Niederösterreichisches Landesarchiv, ISBN 978-3-901635-28-1.
- Zwischen Retz und Laa, Verlag Niederösterreichisches Landesarchiv, ISBN 978-3-901635-30-4.